# Razzie Award alla peggior attrice non protagonista
Il Razzie Award alla peggior attrice non protagonista (Razzie Award for Worst Supporting Actress) è un premio annuale assegnato dai Golden Raspberry Awards alla peggior attrice non protagonista dell'anno. 
Di seguito sono elencati le varie attrici che sono state nominate, e che hanno vinto in questa categoria. 
Il premio comprende anche attori travestiti, come Georg Stanford Brown, Dom DeLuise, Kurt Russell, John Candy, Kevin Kline, Eddie Murphy, David Spade o oggetti di scena. Il premio è stato assegnato per la prima volta durante il 1980.
Le attrici che hanno ottenuto più riconoscimenti in questa categoria sono Madonna e Paris Hilton con due premi ciascuna. Dom DeLuise, Eddie Murphy e David Spade sono gli unici uomini ad aver vinto il premio. L'unica attrice italiana a venire nominata nella categoria è stata Isabella Rossellini per Siesta (1987).

## Edizioni

### 1980
- 1980
  - Amy Irving - Accordi sul palcoscenico (Honeysuckle Rose)
  - Elizabeth Ashley - Windows
  - Georg Stanford Brown - Nessuno ci può fermare (Stir Crazy)
  - Betsy Palmer - Venerdì 13 (Friday the 13th)
  - Marilyn Sokol - Can't Stop the Music
- 1981
  - Diana Scarwid - Mammina cara (Mommie Dearest)
  - Rutanya Alda - Mammina cara (Mommie Dearest)
  - Farrah Fawcett - La corsa più pazza d'America (The Cannonball Run)
  - Mara Hobel - Mammina cara (Mommie Dearest)
  - Shirley Knight - Amore senza fine (Endless Love)
- 1982
  - Aileen Quinn - Annie
  - Rutanya Alda - Amityville Possession (Amityville II: The Possession)
  - Colleen Camp - Chi vuole uccidere Miss Douglas? (The Seduction)
  - Dyan Cannon - Trappola mortale (Deathtrap)
  - Lois Nettleton - Butterfly - Il sapore del peccato (Butterfly)
- 1983
  - Sybil Danning - Chained Heat, Hercules
  - Bibi Besch - Il prezzo del successo (The Lonely Lady)
  - Finola Hughes - Staying Alive
  - Amy Irving - Yentl
  - Diana Scarwid - Strange Invaders
- 1984
  - Lynn-Holly Johnson - Dove stanno i ragazzi (Where The Boys Are '84)
  - Olivia d'Abo - Bolero Extasy (Bolero), Conan il distruttore (Conan the Destroyer)
  - Susan Anton - La corsa più pazza d'America n. 2 (Cannonball Run II)
  - Marilu Henner - La corsa più pazza d'America n. 2 (Cannonball Run II)
  - Diane Lane - Cotton Club (The Cotton Club), Strade di fuoco (Streets of Fire)
- 1985
  - Brigitte Nielsen - Rocky IV
  - Sandahl Bergman - Yado (Red Sonja)
  - Marilu Henner - Perfect, Addio vecchio West (Rustlers' Rhapsody)
  - Julia Nickson-Soul - Rambo 2 - La vendetta (Rambo: First Blood Part II)
  - Talia Shire - Rocky IV
- 1986
  - Dom DeLuise - Luna di miele stregata (Haunted Honeymoon)
  - Louise Fletcher - Invaders (Invaders from Mars)
  - Zelda Rubinstein - Poltergeist II - L'altra dimensione (Poltergeist II: The Other Side)
  - Beatrice Straight - Power - Potere
  - Kristin Scott Thomas - Under the Cherry Moon
- 1987
  - Daryl Hannah - Wall Street
  - Gloria Foster - Leonard salverà il mondo (Leonard Part 6)
  - Mariel Hemingway - Superman IV (Superman IV: The Quest for Peace)
  - Grace Jones - Siesta
  - Isabella Rossellini - Siesta, I duri non ballano (Tough Guys Don't Dance)
- 1988
  - Kristy McNichol - Congiunzione di due lune (Two Moon Junction)
  - Eileen Brennan - Le nuove avventure di Pippi Calzelunghe (The New Adventures of Pippi Longstocking)
  - Daryl Hannah - High Spirits - Fantasmi da legare (High Spirits)
  - Mariel Hemingway - Intrigo a Hollywood (Sunset)
  - Zelda Rubinstein - Poltergeist III - Ci risiamo (Poltergeist III)
- 1989
  - Brooke Shields - La corsa più pazza del mondo 2 (Speed Zone!)
  - Angelyne - Le ragazze della Terra sono facili (Earth Girls Are Easy)
  - Anne Bancroft - Bert Rigby, You're a Fool
  - Madonna - I maledetti di Broadway (Bloodhounds of Broadway)
  - Kurt Russell - Tango & Cash

### 1990
- 1990
  - Sofia Coppola - Il padrino - Parte III (The Godfather Part III)
  - Roseanne Barr (voce) - Senti chi parla 2 (Look Who's Talking Too)
  - Kim Cattrall - Il falò delle vanità (The Bonfire of the Vanities)
  - Julie Newmar - I fantasmi non possono farlo (Ghosts Can't Do It)
  - Ally Sheedy - Il matrimonio di Betsy (Betsy's Wedding)
- 1991
  - Sean Young - Un bacio prima di morire (A Kiss Before Dying)
  - Sandra Bernhard - Hudson Hawk - Il mago del furto (Hudson Hawk)
  - John Candy - Nient'altro che guai (Nothing but Trouble)
  - Julia Roberts - Hook - Capitan Uncino (Hook)
  - Marisa Tomei - Oscar - Un fidanzato per due figlie (Oscar)
- 1992
  - Estelle Getty - Fermati, o mamma spara (Stop! Or My Mom Will Shoot!)
  - Ann-Margret - Gli strilloni (Newsies)
  - Tracy Pollan - Una estranea fra noi (A Stranger Among Us)
  - Jeanne Tripplehorn - Basic Instinct
  - Sean Young - Sette criminali e un bassotto (Once Upon a Crime)
- 1993
  - Faye Dunaway - Maledetta ambizione (The Temp)
  - Anne Archer - Body of Evidence - Il corpo del reato (Body of Evidence)
  - Sandra Bullock - Demolition Man
  - Colleen Camp - Sliver
  - Janine Turner - Cliffhanger - L'ultima sfida (Cliffhanger)
- 1994
  - Rosie O'Donnell - Una volante tutta matta (Car 54, Where Are You?), Exit to Eden, I Flintstones (The Flintstones)
  - Kathy Bates - Genitori cercasi (North)
  - Elizabeth Taylor - I Flintstones (The Flintstones)
  - Lesley Ann Warren - Il colore della notte (Color of Night)
  - Sean Young - Cowgirl - Il nuovo sesso (Even Cowgirls Get the Blues)
- 1995
  - Madonna - Four Rooms
  - Amy il gorilla parlante - Congo
  - Bo Derek - Tommy Boy
  - Gina Gershon - Showgirls
  - Lin Tucci - Showgirls
- 1996
  - Melanie Griffith - Scomodi omicidi (Mulholland Falls)
  - Faye Dunaway - L'ultimo appello (The Chamber), Dunston - Licenza di ridere (Dunston Checks In)
  - Jami Gertz - Twister
  - Daryl Hannah - Two Much - Uno di troppo (Two Much)
  - Teri Hatcher - Omicidio a New Orleans (Heaven's Prisoners), Due giorni senza respiro (2 Days in the Valley)
- 1997
  - Alicia Silverstone - Batman & Robin
  - Faye Dunaway - Insoliti criminali (Albino Alligator)
  - Milla Jovovich - Il quinto elemento (The Fifth Element)
  - Julia Louis-Dreyfus - Due padri di troppo (Fathers' Day)
  - Uma Thurman - Batman & Robin
- 1998
  - Maria Pitillo - Godzilla
  - Ellen Albertini Dow - Studio 54 (54)
  - Jenny McCarthy - Baseketball (BASEketball)
  - Liv Tyler - Armageddon - Giudizio finale (Armageddon)
  - Raquel Welch - L'inventore pazzo (Chairman of the Board)
- 1999
  - Denise Richards - Il mondo non basta (The World Is Not Enough
  - Salma Hayek - Dogma e Wild Wild West
  - Kevin Kline - Wild Wild West
  - Juliette Lewis - Un amore speciale (The Other Sister)

### 2000
- 2000:
  - Kelly Preston - Battaglia per la Terra (Battlefield Earth: A Saga of the Year 3000)
  - Patricia Arquette - Little Nicky - Un diavolo a Manhattan (Little Nicky)
  - Joan Collins - I Flintstones in Viva Rock Vegas (The Flintstones in Viva Rock Vegas)
  - Thandie Newton - Mission: Impossible 2 (Mission: Impossible II)
  - Rene Russo - Le avventure di Rocky e Bullwinkle (The Adventures of Rocky & Bullwinkle)
- 2001
  - Estella Warren - Driven, Planet of the Apes - Il pianeta delle scimmie (Planet of the Apes)
  - Drew Barrymore - Freddy Got Fingered
  - Courteney Cox - La rapina (3000 Miles to Graceland)
  - Julie Hagerty - Freddy Got Fingered
  - Goldie Hawn - Amori in città... e tradimenti in campagna (Town & Country)
- 2002
  - Madonna - La morte può attendere (Die Another Day)
  - Lara Flynn Boyle - Men in Black II
  - Bo Derek - Il maestro cambiafaccia (Master of Disguise)
  - Natalie Portman - Star Wars - Episodio II - L'attacco dei cloni (Star Wars Episode II: Attack of the Clones)
  - Rebecca Romijn - Rollerball
- 2003
  - Demi Moore - Charlie's Angels - Più che mai (Charlie's Angels: Full Throttle)
  - Lainie Kazan - Amore estremo - Tough Love (Gigli)
  - Kelly Preston - Il gatto... e il cappello matto (The Cat in the Hat)
  - Brittany Murphy - Oggi sposi... niente sesso (Just Married)
  - Tara Reid - La figlia del mio capo (My Boss's Daughter)
- 2004
  - Britney Spears - Fahrenheit 9/11
  - Carmen Electra - Starsky & Hutch
  - Jennifer Lopez - Jersey Girl
  - Condoleezza Rice - Fahrenheit 9/11
  - Sharon Stone - Catwoman
- 2005
  - Paris Hilton - La maschera di cera (House of Wax)
  - Carmen Electra - Dirty Love - Tutti pazzi per Jenny (Dirty Love)
  - Katie Holmes - Batman Begins
  - Ashlee Simpson - Undiscovered
  - Jessica Simpson - Hazzard (The Dukes of Hazzard)
- 2006
  - Carmen Electra - Hot Movie - Un film con il lubrificante (Date Movie), Scary Movie 4
  - Kate Bosworth - Superman Returns
  - Kristin Chenoweth - Conciati per le feste (Deck the Halls), La Pantera Rosa (The Pink Panther), Vita da camper (RV)
  - Jenny McCarthy - Il mio ragazzo è un bastardo (John Tucker Must Die)
  - Michelle Rodriguez - BloodRayne
- 2007
  - Eddie Murphy - Norbit
  - Jessica Biel - Io vi dichiaro marito e... marito (I Now Pronounce You Chuck and Larry), Next
  - Carmen Electra - Epic Movie
  - Julia Ormond - Il nome del mio assassino (I Know Who Killed Me)
  - Nicollette Sheridan - Nome in codice: Cleaner (Code Name: The Cleaner)
- 2008
  - Paris Hilton - Repo! The Genetic Opera
  - Carmen Electra - Disaster Movie, 3ciento - Chi l'ha duro... la vince (Meet the Spartans)
  - Kim Kardashian - Disaster Movie
  - Jenny McCarthy - Witless Protection
  - Leelee Sobieski - 88 minuti (88 Minutes), In the Name of the King (In the Name of the King: A Dungeon Siege Tale)
- 2009
  - Sienna Miller - G.I. Joe - La nascita dei Cobra (G.I. Joe: The Rise of Cobra)
  - Candice Bergen - Bride Wars - La mia migliore nemica (Bride Wars)
  - Ali Larter - Obsessed
  - Kelly Preston - Daddy Sitter (Old Dogs)
  - Julie White - Transformers - La vendetta del caduto (Transformers: Revenge of the Fallen)

### 2010
- 2010
  - Jessica Alba - The Killer Inside Me, Vi presento i nostri (Little Fockers), Machete, Appuntamento con l'amore (Valentine's Day)
  - Cher - Burlesque
  - Liza Minnelli - Sex and the City 2
  - Nicola Peltz - L'ultimo dominatore dell'aria (The Last Airbender)
  - Barbra Streisand - Vi presento i nostri (Little Fockers)
- 2011
  - David Spade - Jack e Jill (Jack and Jill)
  - Katie Holmes - Jack e Jill (Jack and Jill)
  - Brandon T. Jackson – Big Mama - Tale padre, tale figlio (Big Mommas: Like Father, Like Son)
  - Nicole Kidman – Mia moglie per finta (Just Go with It)
  - Rosie Huntington-Whiteley – Transformers 3 (Transformers: Dark of the Moon)
- 2012
  - Rihanna - Battleship
  - Jessica Biel - Quello che so sull'amore (Playing for Keeps), Total Recall - Atto di forza (Total Recall)
  - Brooklyn Decker - Battleship, Che cosa aspettarsi quando si aspetta (What to Expect When You're Expecting)
  - Ashley Greene - The Twilight Saga: Breaking Dawn - Parte 2 (The Twilight Saga: Breaking Dawn – Part 2)
  - Jennifer Lopez - Che cosa aspettarsi quando si aspetta (What to Expect When You're Expecting)
- 2013
  - Kim Kardashian - Tyler Perry's Temptation
  - Lady Gaga - Machete Kills
  - Salma Hayek - Un weekend da bamboccioni 2 (Grown Ups 2)
  - Katherine Heigl - Big Wedding (The Big Wedding)
  - Lindsay Lohan - InAPPropriate Comedy,  Scary Movie V
- 2014
  - Megan Fox - Tartarughe Ninja (Teenage Mutant Ninja Turtles)
  - Cameron Diaz - Annie - La felicità è contagiosa (Annie)
  - Nicola Peltz - Transformers 4 - L'era dell'estinzione (Transformers: Age of Extinction)
  - Brigitte Ridenour - Saving Christmas
  - Susan Sarandon - Tammy
- 2015
  - Kaley Cuoco - Alvin Superstar - Nessuno ci può fermare (Alvin & The Chipmunks: Road Chip) e The Wedding Ringer - Un testimone in affitto (The Wedding Ringer)
  - Rooney Mara - Pan - Viaggio sull'isola che non c'è (Pan)
  - Michelle Monaghan - Pixels
  - Julianne Moore - Il settimo figlio (Seventh Son)
  - Amanda Seyfried - Natale all'improvviso (Love the Coopers) e Pan - Viaggio sull'isola che non c'è (Pan)
- 2016
  - Kristen Wiig - Zoolander 2
  - Julianne Hough - Nonno scatenato (Dirty Grandpa)
  - Kate Hudson - Mother's Day
  - Aubrey Plaza - Nonno scatenato (Dirty Grandpa)
  - Jane Seymour - Cinquanta sbavature di nero (Fifty Shades of Black)
  - Sela Ward - Independence Day - Rigenerazione (Independence Day: Resurgence)
- 2017
  - Kim Basinger - Cinquanta sfumature di nero (Fifty Shades Darker)
  - Sofia Boutella - La mummia (The Mummy)
  - Laura Haddock - Transformers - L'ultimo cavaliere (Transformers: The Last Knight)
  - Goldie Hawn - Fottute! (Snatched)
  - Susan Sarandon - Bad Moms 2 - Mamme molto più cattive (A Bad Mom's Christmas)
- 2018
  - Kellyanne Conway - Fahrenheit 11/9
  - Marcia Gay Harden - Cinquanta sfumature di rosso (Fifty Shades Freed)
  - Kelly Preston - Gotti - Il primo padrino (Gotti)
  - Jaz Sinclair - Slender Man
  - Melania Trump - Fahrenheit 11/9
- 2019
  - Rebel Wilson - Cats
  - Jessica Chastain - X-Men - Dark Phoenix (Dark Phoenix)
  - Cassi Davis - A Madea Family Funeral
  - Judi Dench - Cats
  - Fenessa Pineda - Rambo: Last Blood

### 2020
- 2020
  - Maddie Ziegler - Music
  - Glenn Close - Elegia americana (Hillbilly Elegy)
  - Lucy Hale - Fantasy Island
  - Maggie Q - Fantasy Island
  - Kristen Wiig - Wonder Woman 1984
- 2021
  - Judy Kaye - Diana
  - Amy Adams - Caro Evan Hansen (Dear Evan Hansen)
  - Sophie Cookson - Infinite
  - Erin Davie - Diana
  - Taryn Manning - Every Last One of Them
- 2022
  - Adria Arjona - Morbius
  - Lorraine Bracco (voce) - Pinocchio
  - Penelope Cruz - Secret Team 355 (The 355)
  - Fan Bingbing - Secret Team 355 (The 355) e The King's Daughter
  - Mira Sorvino - Lamborghini - The Man Behind the Legend
- 2023
  - Megan Fox - I mercen4ri - Expendables
  - Lucy Liu - Shazam! Furia degli dei
  - Bai Ling - Johnny & Clyde
  - Kim Kattrall - Papà scatenato
  - Mary Stuart Masterson - Five Nights at Freddie's
- 2024
  - Amy Schumer - Unfrosted - Storia di uno snack americano
  - Ariana DeBose - Argylle - La super spia e Kraven - Il cacciatore
  - Lesley-Anne Down - Reagan
  - Emma Roberts - Madame Web
  - FKA twigs - The Crow - Il corvo